# Варгас (река)
Варгас — река на севере европейской части России. Протекает по территории Ухотского сельского поселения Каргопольского района Архангельской области.
Берёт начало из болота к юго-западу от озера Пехоть. Река течёт с юга на север. Крупных притоков не имеет. Длина реки составляет 11 км. Впадает в реку У́хта. Высота устья — 167 м над уровнем моря.

## Происхождение названия
А. К. Матвеев считает название балтийским по происхождению и сравнивает его с лит. vargas — «горе, беда».

## Данные водного реестра
По данным государственного водного реестра России относится к Двинско-Печорскому бассейновому округу, водохозяйственный участок реки — река Онега. Речной бассейн реки — Онега.
Код водного объекта в государственном водном реестре — 03010000112203000000618

## Карты
- Лист карты P-37-101,102 Патровская. Масштаб: 1 : 100 000. Указать дату выпуска/состояния местности.
- Лист карты P-37-XXVII,XXVIII Совза. Масштаб: 1 : 200 000. Состояние местности на 1986 год. Издание 1993 г.